# Monkey Hill Village
Monkey Hill Village é uma cidade do sul da ilha de São Cristóvão, em São Cristóvão e Neves. É a capital da paróquia de Saint Peter Basseterre. 